# Mapamundi del Lago Klejtrup
El mapamundi del Lago Klejtrup (en danés: Verdenskortet ved Klejtrup Sø) es un planisferio en miniatura hecho con piedras y césped en el Lago Klejtrup, ubicado cerca del pueblo de Klejtrup, en la municipalidad danesa de Viborg.
En 1943, Søren Poulsen, un campesino local, estaba trabajando en el drenaje de una pradera cercana cuando encontró una piedra con la forma de Jutlandia, lo cual lo inspiró para crear un planisferio por su cuenta. Durante los meses de invierno, y usando herramientas rudimentarias, grandes piedras fueron ubicadas cuidadosamente en el hielo. Al llegar la primavera, dichas piedras podrían ser inclinadas fácilmente hacia su lugar. De esta manera, el planisferio tomó forma. Algunas de las piedras utilizadas pesaron más de 2 toneladas.
El mapa fue creado entre 1944 y 1969, y mide 45 x 90 metros, extendiéndose por 4000 metros cuadrados. Un grado de latitud de 111 kilómetros equivale en el mapa a 27 cm. En este mapa, la Antártida no está y el hemisferio norte está marcado en 2 lugares, dando una mejor impresión de las distancias correctas entre los países para evitar las distorsiones generadas por la proyección Mercator. Postes rojos demarcan la línea del Ecuador y cada país es representado por pequeñas banderas clavadas en el suelo, las cuales son actualizadas cada año por el personal que trabaja en el lugar. Los límites de los estados de Estados Unidos están marcados con ladrillos amarillos debido a que Poulsen vivió 20 años en Estados Unidos. Además se representan elementos geográficos como desiertos, cordilleras, lagos y ríos.
El mapa es el "epicentro" de un parque en el que hay actividades como un sitio de juegos para niños, cafetería y zona de pícnic. Es una atracción turística popular (especialmente para familias) en la zona de Viborg, y atrae a unos 35 000 visitantes al año, la mayoría daneses.

## Galería
|           |
| Dinamarca |

|              |
| Las Américas |

|                                       |
| Insulindia, Australia y Nueva Zelanda |

|                      |
| Asia y Medio Oriente |

|        |
| Italia |

|                                                   |
| Europa y África en el mapamundi del Lago Klejtrup |